# Qt Extended Improved

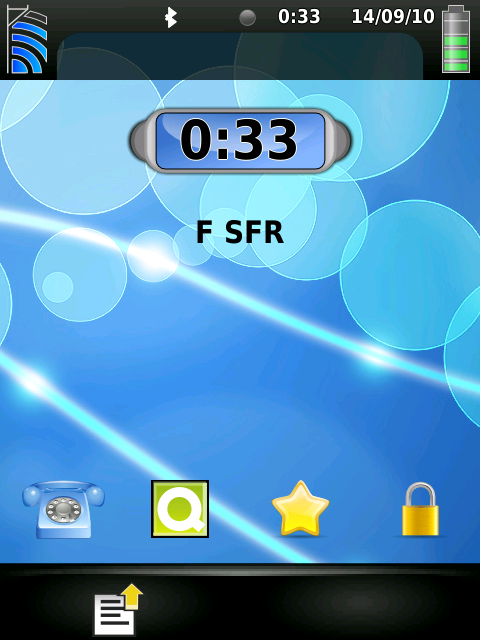

Qt Extended Improved es una plataforma de aplicaciones para dispositivos móviles que utilizan Linux como sistema operativo.
Qt Software canceló el desarrollo de Qt Extended, pero como era software libre, a partir de este la comunidad creó  el proyecto Qt Extended Improved, y continuó construyendo.

## Características
- Sistema gráfico basado en ventanas.
- Manejo de información personal.
- Sincronización con el PC.
- Entorno de desarrollo integrado: Proporciona una API orientada a objetos para crear aplicaciones.
- Plurilingüe.
- Videojuegos y multimedia.
- Pantalla de escritura manual.
- Aplicaciones para Internet
- Integración de Java
- Soporte Wireless

## Dispositivos
Qt Extended Improved se puede instalar en diversos dispositivos móviles, sobre todo en teléfonos libres OpenMoko.

## Desarrollo de software
Programas nativos pueden ser desarrollados y compilados usando C++. Programas de  código gestionado pueden ser desarrollados en Java.